# Іван Франко (лайнер)

Іван Франко — восьмипалубний океанський лайнер, побудований у 1964 році в Німецькій Демократичній Республіці для Чорноморського морського пароплавства. Заводський номер 125, номер IMO 5415901. Порт приписки — Одеса.
Лайнер «Іван Франко» будували на верфі «VEB Mathias Thesen Werft Wismar» у Вісмарі (нині — «Lloyd Werft Wismar», входить до складу «Lloyd Werft Group»).
Проєкт 301, німецьке позначення — Seefa 750, нім. Seefahrgastschiff für 750 Passagiere — морське пасажирське судно на 750 пасажирів). Всього було побудовано п'ять лайнерів цього проекту: «Іван Франко», «Олександр Пушкін», «Тарас Шевченко», «Шота Руставелі», «Михайло Лермонтов». Судно «Іван Франко» було головним, тому весь клас суден названий цим іменем.